# Eois plumbeofusa
Eois plumbeofusa là một loài bướm đêm trong họ Geometridae.